# 갈색빵
갈색빵(영어: brown bread 브라운 브레드[*])은 통밀가루나 다른 통곡물가루 등으로 만든 빵이다. 당밀 등 부재료를 넣어 갈색을 낸 빵을 일컫기도 한다.

## 같이 보기
- 통밀빵
- 호밀빵
- 흰빵